# La Trama de la Comunicación
La trama de la comunicación (1996 - hasta la fecha),  es una publicación editada por el Departamento de Ciencias de la Comunicación de la Facultad de Ciencias Políticas y Relaciones Internacionales de la Universidad Nacional de Rosario. Se publica semestralmente desde 1996,  de enero a junio y de julio a diciembre de cada año.

## Contenido
La trama de la comunicación tiene como objetivo principal favorecer a la difusión de la producción teórica y de investigación de materiales inéditos producidos en la Facultad de Ciencias de la Comunicación. La publicación es ideada como un espacio de reflexión para docentes y alumnos que a través de la investigación sobre la materia de comunicación, encuentran en la revista, el lugar académico donde compartir sus trabajos, hipótesis y conclusiones sobre la complejidad del presente social y cultural, que ya se encuentra mediatizado.
Mayormente, su contenido va dirigido tanto para investigadores y docentes como alumnos estudiantes universitarios.

## Reconocimientos
La publicación forma parte del siguiente núcleo de revistas científicas en Argentina:
- Esta indizada por Redalyc, SciELO Argentina, Latindex.
- Catalogada en Directory of Open Access Journals (DOAJ)
- Integra los sistemas biblio-hemerográficos de la Universidad Nacional Autónoma de México (UNAM)
- Integra la base de datos Dialnet de la Universidad de la Rioja, España.